# ボルシャ
ボルシャ（ルーマニア語: Borşa、ハンガリー語: Borsa、ドイツ語: Borscha、イディッシュ語: בורש）は、ルーマニアのマラムレシュ県東部にある町。トランシルヴァニアとブコヴィナとをつなぐ、カルパチア山脈のロドナ山地とマラムレシュ山地にはさまれたプリスロップ峠近くに位置する。ヴィショウ川に面する。
近辺にはロドナ国立公園がある。ボルシャにある木造教会は1718年に建てられたものである。1891年には1,432人のユダヤ人が暮らしていた。

## 出身有名人
- イスラエル・ポラック - 繊維企業の実業家。後にチリ、イスラエルに移った。
- フランク・ティミシュ - ルーマニア系オーストラリア人の実業家。

## 人口推移
- 1991年 - 3万504人
- 2002年 - 2万7247人